# Anna Fraser
Anna Fraser-Sproule (* 25. Juli 1963 in Vancouver, British Columbia) ist eine ehemalige kanadische Freestyle-Skierin. Sie startete in allen Disziplinen und hatte ihre Stärken im Aerials (Springen) und in der Kombination. Bei den Weltmeisterschaften 1986 gewann Fraser die Silbermedaille in der Kombination, im Weltcup entschied sie einmal die Aerials-Disziplinenwertung und fünf Einzelwettkämpfe für sich.

## Biografie
Anna Fraser gab Mitte Januar 1984 in Stoneham ihr Debüt im Freestyle-Skiing-Weltcup. Sie startete von Anfang an in allen Disziplinen und gehörte in der Kombination sowie in ihrer Paradedisziplin Aerials auf Anhieb zur Weltspitze. Ihr erster Podestplatz gelang ihr nur eine Woche nach dem Weltcup-Debüt im Springen von Breckenridge. In ihrer zweiten Weltcup-Saison belegte Fraser sowohl in der Gesamt- als auch der Kombinationswertung jeweils hinter Conny Kissling und Meredith Gardner Rang drei.
Die größten Erfolge ihrer Karriere konnte Fraser im Winter 1985/86 verbuchen. Nach ihrem ersten Weltcupsieg (Aerials in Lake Placid) galt sie bei den ersten Weltmeisterschaften in Tignes als Medaillenanwärterin, musste sich in ihrer Paradedisziplin aber mit dem vierten Platz begnügen. Dafür gewann sie in der Kombination hinter Weltcup-Dominatorin Conny Kissling die Silbermedaille. Nach drei weiteren Siegen, darunter ein Doppelerfolg in Mariazell, sicherte sie sich den Gewinn der Aerials-Disziplinenwertung und musste sich als Gesamtzweite nur Kissling geschlagen geben. Auch in der Folgesaison belegte sie dank sechs Kombinations-Podestplätzen Gesamtrang zwei, fiel aber in der Aerials-Wertung trotz eines Sieges in Calgary auf Platz sechs zurück. Im Vorfeld der Olympischen Spiele 1988 erlitt sie zwei Knieblessuren, gehörte nach zwei zweiten Plätzen im Weltcup aber zum engeren Favoritenkreis. Schließlich verpasste Fraser als Vierte im von Windböen beeinträchtigen Aerials-Demonstrationswettbewerb die Medaillenränge knapp. Später gab sie an, sich von der Eiskunstlaufniederlage ihres Landsmanns Brian Orser im „Battle of the Brians“ mental verunsichern haben zu lassen. Im März 1988 beendete sie ihre aktive Laufbahn im Leistungssport.
Nach dem Karriereende arbeitete Anna Fraser als High Performance Program Manager für die Canadian Freestyle Ski Association.

## Erfolge

### Olympische Spiele
- Calgary 1988: 4. Aerials (Demonstrationswettbewerb)

### Weltmeisterschaften
- Tignes 1986: 2. Kombination, 4. Aerials, 6. Ballett, 22. Moguls

### Weltcupwertungen
| Saison  | Gesamt | Gesamt | Aerials | Aerials | Moguls | Moguls | Ballett | Ballett | Kombination | Kombination |
| Saison  | Platz  | Punkte | Platz   | Punkte  | Platz  | Punkte | Platz   | Punkte  | Platz       | Punkte      |
| ------- | ------ | ------ | ------- | ------- | ------ | ------ | ------- | ------- | ----------- | ----------- |
| 1984    | 5.     | 16     | 7.      | 50      | 24.    | 2      | 9.      | 17      | 4.          | 25          |
| 1984/85 | 3.     | 20     | 5.      | 57      | 24.    | 3      | 6.      | 40      | 3.          | 37          |
| 1985/86 | 2.     | 25     | 1.      | 68      | 19.    | 3      | 6.      | 30      | 3.          | 27          |
| 1986/87 | 2.     | 20     | 6.      | 49      | 18.    | 7      | 9.      | 26      | 2.          | 40          |
| 1987/88 | 19.    | 8      | 6.      | 53      | –      | –      | –       | –       | –           | –           |

### Weltcupsiege
Fraser errang im Weltcup 30 Podestplätze, davon 5 Siege:
| Datum            | Ort         | Land       | Disziplin |
| ---------------- | ----------- | ---------- | --------- |
| 18. Januar 1986  | Lake Placid | USA        | Aerials   |
| 15. Februar 1986 | Mariazell   | Österreich | Aerials   |
| 16. Februar 1986 | Mariazell   | Österreich | Aerials   |
| 9. März 1986     | Voss        | Norwegen   | Aerials   |
| 1. Februar 1987  | Calgary     | Kanada     | Aerials   |

### Weitere Erfolge
- 8 kanadische Meistertitel (Aerials 1984 und 1986–1988, Kombination 1984, 1987 und 1988, Ballett 1986)[2]
- 1996: Aufnahme in die Canadian Ski Hall of Fame[3]